# سابين
سابين (2 أكتوبر1988-) مغنية وممثلة لبنانية.

## حياتها ومشوارها الفني
ولدت في بيروت بدأت الغناء في السابعة عشرة من عمرها، تبنى موهبتها في بداية مشوارها الفنان غسان الرحباني وقدمت معه اغنيتين«بعتلي إيميل» و«بسأل حالي». منذ نعومة أظفارها كانت تطمح إفي أن تصبح فنانة كبيرة جداً لذلك عملت بجدّ وتميّزت بصوتها الجميل وغنائها للّون الرومنسي، الطربي والشعبي بعدّة لغات.
أحيت العديد من الحفلات في مختلف أنحاء العالم العربي وتمّ اختيارها من قبل شركة «يونيفرسال استوديو» العالمية كأفضل نجمة شابة بين عدّة فنانين عالميين. كما فازت سابين بجائزة «الموريكس دور» كأفضل فنانة صاعدة.
إهتمت «بي بي سي راديو» بإجراء مقابلة معها وكرّمتها لأن أغانيها أثّرت بالشباب العربي. وقد توجهت مسيرتها في الآونة الأخيرة بالتعاون مع الموسيقار ملحم بركات من خلال أغنية «عيوني بحبوك»، كما تعاونت مع الفنان الشامل مروان خوري من خلال أغنية «أخر همك» الاغنية الرومنسية والتي حققت انتشاراً في العالم العربي.
بالإضافة إلى الغناء تجيد الرقص والتمثيل والتقليد، فهي تجيد تقليد العديد من الشخصيات الفنية. وبعيداً من الغناء عملت على الظهور باللوكات مختلفة اتسمت بالجنون والجرأة والأناقة العصرية، حتى باتت مرجعاً بالنسبة إلى العديد من المراهقات.
خاضت مجال التمثيل للمرة الأولى عام 2015 من كتابة كلوديا مرشليان وشاركها بالبطولة وسام صليبا

### حياتها الأسرية
متزوجة من رجل الأعمال اللبناني "سيرج عيد وفي الخامس والعشرين من عام 2021 رزقت بابنها الأول "إيلي"

## الجوائز
- جائزة الموركس دور عن فئة أفضل فنانة استعراضية، 2014

## أعمالها

### في الغناء
- بعتلي ايميل
- «عيوني بيحبوك»، ألحان ملحم بركات
  - «طلّقني»
  - «ستوب»
  - «باركولي يا بنات»
  - يوه يوه
  - اخر همك

### في التمثيل
- (2015): مسلسل (أحمد وكريستينا)
- (2017): مسلسل فخامة الشك.[7]

## وصلات خارجية
- سابين على موقع قاعدة بيانات الأفلام العربية
- سابين على موقع ميوزك برينز (الإنجليزية)
- سابين على موقع ديسكوغز (الإنجليزية)